# Nicolas Genka
Pour l'homme politique, voir Eugène Nicolas.
Pour les articles homonymes, voir Nicolas.
Nicolas Genka, né Eugène Nicolas le 3 décembre 1937 à Quimper et mort le 13 janvier 2009 à Nogent-sur-Marne, est un écrivain français.

## Biographie
Fils d'un Breton et d'une Allemande nommée Catherine Höhn, Nicolas Genka naît le 3 décembre 1937 à Quimper. Français par son père, il dispose également de la nationalité allemande. Il a trois sœurs,  Aline, Jeanne et Renée.
Il vivra une enfance difficile, son père devenant alcoolique et sa mère perdant la raison et mourant en 1951. La même année, à 14 ans, il part vivre chez un oncle russe à Douarnenez.

### L'Épi monstre
Nicolas Genka fait son entrée en littérature avec L’Épi monstre, roman centré sur l’inceste père-fille, écrit à son retour de la guerre d’Algérie. Préfacé par Marcel Jouhandeau, le livre est édité par Françoise d'Eaubonne chez Julliard après avoir subi 13 refus d'autres éditeurs,,.
Publié en décembre 1961, L’Épi monstre connaît un certain succès de librairie avant d’être interdit aux mineurs par le ministère de l’Intérieur par un arrêté du 6 juillet 1962. L'interdiction aux mineur s'accompagnait d'une interdiction de publicité et de traduction, qui empêchait la commercialisation de l’œuvre. Il devait être à l’origine traduit par Pier Paolo Pasolini, Yukio Mishima et Vladimir Nabokov, des parrainages significatifs.
Jean Cocteau lui décerne le prix des Enfants-Terribles, créé pour l’occasion. Cet ouvrage vaut également à son auteur de voir sa maison en Bretagne mise à sac par ses voisins menés par le curé local et un procès par son beau-frère qui l’accusa d’avoir écrit non pas un roman mais une autobiographie. À partir de 1999, date de sa réédition, le livre semblait toléré, sans toutefois que l’arrêté d’interdiction n’ait été abrogé ; il ne le fut que par un arrêté du 25 juillet 2005, à la suite d'une décision d'annulation du Conseil d'État du 27 juin 2005.
Lors du divorce de sa sœur Renée en 1962, son ancien mari affirmera, sur la base de ce roman qu'elle se livrait à l'inceste avec son frère; elle tente de se suicider et perd la garde de son enfant.

### Jeanne la pudeur
En 1964, Nicolas Genka publie Jeanne la pudeur, soutenu par Louis Aragon et Jean Paulhan. Il obtient le prix Fénéon. En 1968 paraît L’Abominable Boum des entrepôts Léon-Arthur.
Par la suite, Nicolas Genka se retire en Beauce et cesse de publier pour une longue période. Pendant ce temps, il se consacre à la réécriture de scénarios pour gagner sa vie.

### Dernières années
En 1999, Nicolas Genka est redécouvert lorsque L’Épi monstre et Jeanne la pudeur sont réédités. En 2001 devait paraître son quatrième ouvrage, Les Premières Maisons de la ville, supposé constituer le premier tome d’un cycle romanesque de neuf romans, intitulé Sous l’arbre idiot, qu'il avait rédigé tout au long des trente années de son isolement ; il n'est jamais sorti ni aucun des autres romans de la fresque.
Il meurt le 13 janvier 2009 à Nogent-sur-Marne, à l’âge de 71 ans. Il est inhumé au cimetière marin de Tréboul, à Douarnenez. 

## Œuvres

### Romans
- Nicolas Genka (préf. Marcel Jouhandeau), L'Épi monstre : roman, Paris, Julliard, 1961 (réimpr. 1999), 191 p. (ISBN 2-912969-03-4, BNF 33023130)
- Nicolas Genka, Jeanne la pudeur : roman, Paris, Julliard, 1964 (réimpr. 1999 ; 2001), 207 p. (BNF 33023131)
- Nicolas Genka, L'Abominable Boum des entrepôts Léon-Arthur, Paris, Christian Bourgois, 1968, 93 p. (BNF 33023129)

### Autres
- Max Wechsler et Nicolas Genka (préf. Pierre Gaudibert), Max Wechsler, peintures : Musée d'art moderne de la ville de Paris, animation, recherche, confrontation, novembre-décembre 1968, suivi d'un poème de Nicolas Genka, Paris, Musée d'art moderne de la ville de Paris, 1968, 50 p. (ASIN B0000DPVEQ)Le poème en question se nomme « Narimasu ».
- Yves Lenoir et Nicolas Genka, Narimasu ou La Jeune Fille et la Mort, précédé du Retour d'Ariane, Paris, L'Île verte, 2002, 78 p. (ISBN 2-912617-02-2, présentation en ligne)

## Prix
- Prix des Enfants-Terribles pour L’Épi monstre
- Prix Fénéon pour Jeanne la pudeur